# Paraxestoleberis posteroaccuminata
Paraxestoleberis posteroaccuminata is een mosselkreeftjessoort uit de familie van de Xestoleberididae. De wetenschappelijke naam van de soort is voor het eerst geldig gepubliceerd in 2006 door Warne, Whatley & Blagden.